# Freya (Schiff, 1876)
Die Freya war eine Glattdeckskorvette (ab 1884 als Kreuzerkorvette bezeichnet) der Kaiserlichen Marine und das dritte, stark modifizierte Schiff der Ariadne-Klasse. Die von 1872 bis 1876 gebaute Korvette fand bis 1888 aktive Verwendung und war besonders im Auslandsdienst tätig.

## Geschichte

### Bau
Während sich die beiden ersten Schiffe der Ariadne-Klasse im Bau befanden, änderte die Konstruktionsabteilung der Admiralität die Pläne für eine dritte Einheit der Klasse. Diese sollte länger werden und größere Kohlebunker sowie eine stärkere Maschinenanlage erhalten, was auch eine größere Verdrängung zur Folge hatte. Die vorgenommenen Änderungen waren so gravierend, dass die Korvette teilweise auch als Einzelschiff gesehen wird.
Die Kaiserliche Werft in Danzig, die sämtliche Schiffe der Ariadne-Klasse baute, legte den Neubau im Januar 1872 auf Kiel. Um dem Holz des Schiffsrumpfs genügend Zeit zum Austrocknen zu geben, zögerte die Werft den Stapellauf der Korvette hinaus. Dieser fand am 29. Dezember 1874 statt. Dabei wurde die Korvette auf den Namen der Liebesgöttin der nordischen Mythologie getauft. Die Freya wurde bis zum August 1876 werftseitig fertiggestellt.

### Einsatz
Am 21. August 1876 konnte die Freya erstmals in Dienst gestellt werden. Unter dem Kommando von Alfred Stenzel lief das Schiff zur Endausrüstung nach Kiel. Dabei erhielt der hölzerne Schiffsrumpf einen Beschlag aus Kupferplatten. Nach Abschluss dieser Arbeiten konnte am 1. Oktober mit den Probefahrten begonnen werden. Dabei wurde festgestellt, dass die Maschinenleistung größer ausfiel, als geplant, was eine Höchstgeschwindigkeit von 15,2 statt der geforderten 14,5 kn zur Folge hatte. Nach dem Ende der Probefahrten ging die Freya am 15. November außer Dienst. Die Korvette gehörte ab dem 15. Januar 1877 zur I. Reserve und ging organisatorisch an die Marinestation der Nordsee über. Im Sommer 1877 wurde das Schiff entsprechend unter dem Befehl von Paul Zirzow von Kiel nach Wilhelmshaven verlegt. Dabei geriet die Freya in der Ostsee in schlechtes Wetter. Sie lief auf Grund und wurde von einem zivilen Dampfschiff abgebracht. Korvettenkapitän Zirzow sollte nach dem Willen der Rechnungskommission des Reichstages für die entstandenen Kosten haften, was jedoch durch Otto von Bismarck zurückgewiesen wurde.
Die Freya kam am 1. November 1877 wieder in Dienst. Zwei Wochen später, am 15. November, lief das Schiff zu einem Einsatz in das Mittelmeer aus. Während der Fahrt musste in Falmouth ein Zwischenstopp eingelegt werden, um einen Sturm abzuwarten. Die Korvette erreichte am 12. Dezember Smyrna und trat dort zum Mittelmeergeschwader unter Kommodore Franz Kinderling. Zum Geschwader gehörten zu diesem Zeitpunkt die Hertha, die Gazelle, die Albatross, die Comet und die Pommerania. Seine Aufgabe bestand im Schutz deutscher Staatsangehöriger während des Russisch-Osmanischen Krieges sowie der Wahrung deutscher Interessen im östlichen Mittelmeerraum. Am 7. Februar 1878 begab sich die Freya nach Piräus und lag dort bis zum 18. März gemeinsam mit der Hertha und weiteren Kriegsschiffen anderer Nationen vor Anker, um bestehende Differenzen in den griechisch-türkischen Beziehungen zu beschwichtigen. Die beiden deutschen Schiffe waren tags darauf in Smyrna zurück. Nach dem Ende des Russisch-Osmanischen Krieges kehrte die Hertha Anfang Juni 1878 nach Deutschland zurück und das Geschwader wurde am 5. Juli offiziell aufgelöst. Die Freya hielt sich noch bis zum August in der Ägäis auf und bekam dann den Befehl, ihr Schwesterschiff Luise in Ostasien abzulösen.
Das Schiff erreichte Anfang Oktober 1878 Hongkong, wo es bis zum 9. Dezember repariert wurde. Zwei Tage später lief die Freya Swatau an und konnte der in der Nähe aufgelaufenen Brigg Peri zu Hilfe kommen, der Besatzung und Ladung die Korvette übernahm. Vom 17. Dezember 1878 bis zum 7. Januar 1879 lag die Freya vor Amoy, da es in der Provinz Fukien zu Unruhen gekommen war, die deutsche Bürger und ihr Eigentum bedrohten. Die Schiffsbesatzung musste jedoch nicht an Land eingreifen und die Freya konnte am 7. Januar 1879 Amoy wieder verlassen. Sie besuchte Futschou und mehrere Häfen auf Formosa und erreichte am 4. Februar Schanghai. Dort blieb das Schiff in den folgenden zwei Monaten. Anfang April 1879 erhielt die Freya den Befehl zur Heimreise und verließ Schanghai am 4. April. Vom 9. April bis zum 3. Mai lag die Korvette vor Hongkong und wartete dort auf ihre Ablösung durch die Luise. Auf der Heimreise kam es in Anyer zu einem schweren Unfall, als am 19. Mai die Kessel überkochten. Das heiße Wasser erreichte das Zwischendeck und verbrühte mehrere dort schlafende Matrosen schwer. Vier von ihnen erlagen ihren Verletzungen und wurden in Batavia beigesetzt. Die Freya setzte ihre Heimreise um Afrika herum fort und besuchte dabei Kapstadt, wo sie Geschenke des Gouverneurs der Kapkolonie für Prinzessin Victoria an Bord nahm. Ein ungeplanter Zwischenstopp auf Faial wurde notwendig, nachdem auf der Freya Skorbut ausgebrochen war und frischer Proviant benötigt wurde. Die Korvette erreichte schließlich am 17. September 1879 Wilhelmshaven und wurde dort am 27. September zunächst außer Dienst gestellt.
Nur wenige Tage später, am 6. Oktober 1879, kam die Freya wieder in Dienst, da sie keiner längeren Reparatur bedurfte. Das Schiff wurde wieder für den Einsatz in Ostasien ausgerüstet. Die Ausreise sollte dabei jedoch über Südamerika verlaufen und die Freya gemeinsam mit der Hansa die deutschen Interessen während des ausgebrochenen Salpeterkrieges wahren. Die Freya stach am 26. Oktober 1879 in See. Auf der Fahrt nach Südamerika traf das Schiff mehrfach mit der Vineta zusammen. In der Magellanstraße konnte es dem britischen Dampfer Maranhence helfen und ihn nach Punta Arenas schleppen. Die Freya traf schließlich am 3. März 1880 in Valparaíso auf die Hansa und die ebenfalls ins Kriegsgebiet befohlene Hyäne. Vom 8. März bis zum 14. April lag die Korvette vor Arica, dessen Hafen von chilenischen Kräften blockiert wurde. Am 14. April entließ Korvettenkapitän Karl Eduard Heusner, der als Kommandant der Hansa auch Kommodore des kleinen deutschen Verbandes war, die Freya zur Fahrt nach Ostasien. Die Freya steuerte zunächst Panama-Stadt an und ergänzte dort ihre Vorräte. Am 8. Mai trat sie die Weiterreise über den Pazifik an. Nach fünf Wochen erreichte das Schiff Honolulu, wo sich der hawaiianische König David Kalākaua an Bord aufhielt. Anfang August lag die Freya vor Guam, wo sie Proviant an Bord nahm, und erreichte schließlich am 21. August Hongkong.
Befehlshaber der in Ostasien stationierten deutschen Schiffe, neben der Freya noch die Vineta, die Cyclop und die Wolf, war der ehemalige Freya-Kommandant Paul Zirzow, der inzwischen als Kapitän zur See die Vineta kommandierte. Die Freya verließ Hongkong am 9. September in Richtung Tschifu, wo sie sich vom 17. September bis zum 28. Oktober zur Erholung der Besatzung aufhielt. Anschließend lief das Schiff nach Schanghai, wo es ab dem 1. November für sechs Wochen in die Reparatur ging. Am 22. Dezember 1880 erreichte die Freya wieder Hongkong. Von dort aus lief die Korvette kurzzeitig zu Schießübungen aus. Vom 30. März bis zum 11. April 1881 war sie zweimal für Vermessungsaufgaben nahe der Paracel-Inseln unterwegs. Die Fahrt dorthin führte über Hoihow. Nach dem Überfall chinesischer Piraten auf die deutsche Bark Occident begab sich die Freya am 30. April auf die Suche nach den Piraten, was jedoch erfolglos blieb. Da sich die Vineta Ende Mai auf die Heimreise begab, übernahm der Kommandant der Freya, Kapitän zur See Kupfer, die Geschäfte des Stationsältesten und damit das Kommando über die in Ostasien stationierten deutschen Schiffe. Er starb aber bereits kurze Zeit später, am 18. Juni 1881, an Typhus, woraufhin der Erste Offizier, Korvettenkapitän von Lepel-Gnitz, das Kommando über die Freya übernahm. Ende Juni trat die Korvette die Fahrt über Batavia, wo sie ihre Ablösung, die Gedeckte Korvette Stosch traf, und durch den Sueskanal in die Heimat an. Die Freya erreichte am 6. Oktober 1881 Wilhelmshaven und wurde dort am 21. Oktober außer Dienst gestellt.
In der Folgezeit wurde die Freya zum Schulschiff für Schiffsjungen umgebaut und als solches am 3. April 1883 in Dienst genommen. Nach Probefahrten in der Nordsee kamen in Kiel, das die Korvette am 7. Mai erreichte, die Schiffsjungen an Bord. Die Freya unternahm bis zum 12. Juli eine erste Ausbildungsfahrt nach Danzig und Karlskrona. Anschließend wurde das Schiff für eine längere Auslandsreise vorbereitet. Am 25. Juli stach die Korvette von Kiel aus in See und erreichte am 24. September Bahia. Da es in Haiti zu Unruhen gekommen war, wurde die Freya nach Port-au-Prince befohlen, wo sie am 29. Oktober eintraf. Am 16. November 1883 lief das Schiff nach Jacmel weiter und nahm dort 250 Zivilisten an Bord, die sie nach Les Cayes und nach Kingston brachte und anschließend nach Port-au-Prince zurückkehrte, das sie am 16. Dezember erreichte. Die Freya blieb bis zum Januar 1884 vor der haitianischen Hauptstadt und setzte dann ihre Ausbildungsreise fort. Dabei lief die Korvette Puerto Cabello, die Bermudas und Hampton Roads an. An die Heimreise schloss sich ab dem 1. September 1884 umgehend die Teilnahme an den Herbstmanövern der Flotte in der Nord- und der Ostsee an. Die Freya beendete ihre Fahrt nach über einem Jahr am 21. September 1884 in Kiel.
Die Korvette ging kurz nach ihrer Rückkehr nach Danzig weiter, wo sie am 11. Oktober 1884 außer Dienst gestellt wurde und zur Grundüberholung an die Werft ging. Dabei wurde ihre Takelung zu der einer Bark geändert und eine der 15-cm-Ringkanonen entfernt. Diese Maßnahmen waren im Herbst 1887 beendet. Die Freya kam am 23. Oktober 1887 wieder in Dienst und unternahm zunächst Probefahrten. Anschließend lief das Schiff nach Kiel und weiter nach Wilhelmshaven. Dort traf es am 22. Dezember ein. Am 17. Januar 1888 erfolgte in Wilhelmshaven die letzte Außerdienststellung, obwohl die Freya frisch überholt war. Möglicherweise sollte sie als Reserve für die Schulschiffe dienen, die jedoch keine Ausfälle zu verzeichnen hatten.

### Verbleib
Die Freya fand nach 1888 keine aktive Verwendung mehr. Sie gehörte ab 1893 zu den Hafenschiffen und wurde am 14. Dezember 1896 aus der Liste der Kriegsschiffe gestrichen. Im Folgejahr wurde das Schiff für 65.160 Mark nach Kiel verkauft und dort abgewrackt. Als Ersatz wurde zwischen 1895 und 1898 ein Großer Kreuzer der Victoria-Louise-Klasse gebaut, der ebenfalls den Namen Freya erhielt.

## Kommandanten
| 21. August bis September 1876           | Korvettenkapitän Alfred Stenzel                            |
| 1. Oktober bis 15. November 1876        | Korvettenkapitän Friedrich von Hacke                       |
| 19. Juli bis 4. August 1877             | Korvettenkapitän Paul Zirzow                               |
| 1. November 1877 bis 27. September 1879 | Korvettenkapitän Georg von Nostitz                         |
| 2. Oktober 1879 bis Dezember 1880       | Korvettenkapitän George von Hippel                         |
| Dezember 1880 bis 18. Juni 1881         | Korvettenkapitän / Kapitän zur See Paul Kupfer             |
| 18. Juni bis 21. Oktober 1881           | Korvettenkapitän Ernst von Lepel-Gnitz (m. d. W. d. G. b.) |
| 3. April 1883 bis 11. Oktober 1884      | Korvettenkapitän Max Schulze                               |
| 23. Oktober 1887 bis 17. Januar 1888    | Korvettenkapitän Gustav von Rosen                          |